# Чечкино
Чечкино (тат. Чичикә, Тарган, Тархан) — село в Ярковском районе Тюменской области. Входит в Староалександровское сельское поселение.

## История
В архивных документах до XX века Б. Чечкино именуется юртами Чечкинскими. Это село стоит на левом берегу Тобола в междуречье Тобола и Туры. Согласно легенде, в давние времена в д. Калмаклар жил очень злой хан, любивший воровать красивых девушек. Старик Чичикә, у которого была дочь несравненной красоты, бежал с ней и поселился возле речки Суйыр. Во время рыбной ловли он познакомился с жителями деревни Кала (Тарханы), которые посватали своего сына к его дочке. Старик отдал красавицу-дочь, но попросил молодых жить рядом. Молодые поселились у р. Суйыр на яру в местечке Иске йорт. Когда пришли враги, семья Чичикә переселилась в густой лес. Сейчас на этом месте Саз урам, где находится здание бывшей школы. В начале 19 века на правом берегу Тобола поселились переселенцы из Вологодской области – зыряне, которые обосновали свои селения. В 1873 году татары юрт Чечкинских и Новоатьяловских «осмелились подать просьбу в Санкт-Петербург Государю Императору». Они писали: «В 1841 году Тобольская Казенная Палата наделила из собственного пожалованных царскою Милостию принадлежащих нашим доверителям землею Вологодских переселенцев через что доверители потерпели убытку более 60000 т. руб. серебром.» Тобольский губернский прокурор подтвердил право жителей на землю: «Земля эта в писцовом документе 7193 года (1685) от речки Алтын-гузен до реки Юрги написана за бывшею деревней Соярскою, состоящею на той же стороне Тобола, где ныне существуют ю. Чечкинские. Казенная палата усмотрела из всего этого, что поселение вологодских зырян на землях татар юрт Чечкинских допущено неправильно». После неоднократных обращений местных жителей к властям Тобольское губернское управление приняло решение «о нарезке татарам Асланинской волости юрт Чечкинских и Ново-Атьяловских Ялуторовского округа свободных земель взамен отошедшего от них участка в надел вологодских переселенцев». В 1880 году в Чечкино была построена деревянная мечеть из первосортного хвойного леса, привезенного из деревни Варвара. В конце 19 века по решению ишана юрт Турбинских в трехкомнатном доме напротив мечети открыли медресе, просуществовавшее с 1892 по 1935 годы.

## Население
| 2010 |
| ---- |
| 538  |

Национальный состав: татары — 99,8%.